# Canal+ Afrique
 (février 2024).
Si vous disposez d'ouvrages ou d'articles de référence ou si vous connaissez des sites web de qualité traitant du thème abordé ici, merci de compléter l'article en donnant les références utiles à sa vérifiabilité et en les liant à la section « Notes et références ».
Canal+ Afrique initialement Canal Overseas Africa est une filiale de la société française Canal+ Overseas éditant la chaîne francophone payante Canal+ à destination du continent africain, groupe étant lui-même contrôlé par le groupe Bolloré. Le service payant distribue les offres « Les bouquets Canal+ » notamment au Mali, au Cameroun, au Sénégal et en Côte d'Ivoire. Une partie de la production est réalisée depuis Abidjan.

## Historique
En 2001, Canal Overseas devient éditeur et opérateur de Canal+ Horizons en Afrique à travers sa filiale MultiTV Afrique, laquelle lance en 2002 le bouquet Canal+ Horizons dans plus de 20 pays d'Afrique subsaharienne. Canal+ Horizons couvre plus de 40 pays d'Afrique. En 2008, MultiTV Afrique devient Canal Overseas Africa. En 2009, lancement de Le Bouquet de CANAL+ en Tunisie, en Algérie et au Maroc en accord avec Arabsat. En 2010, Canal Overseas Africa devient Canal+ Afrique.
En 2014, le lancement de A+ a permis d’enrichir considérablement la qualité et le contenu des offres proposées. D’autre part, la prise de participation majoritaire de Canal+ Overseas dans le capital de THEMA va accélérer sa stratégie de développement. Fin 2014, Canal+ Overseas compte près de 1,6 million d’abonnés sur le continent africain.
En 2015, Canalsat Afrique devient Les Bouquets Canal+, une offre comprenant une grande variété de chaînes et radios africaines, nationales ou privées. Plus de 45 chaînes et plus de 30 radios africaines sont accessibles dès l'offre d'entrée de gamme. Ces bouquets permettent ainsi aux abonnés des zones reculées de certains pays d'accéder à des chaînes nationales qui jusqu'alors ne sont pas diffusées dans leur région. Parallèlement au lancement des Bouquets CANAL+, les abonnés ont désormais accès à MyCanal, un service permettant de regarder en direct les chaînes Canal+ et jusqu'à 11 chaînes des Bouquets Canal+ ainsi que les programmes de Canal+ à la demande sur tous les écrans. Aujourd'hui, le groupe compte plus de 6 000 000 d'abonnés en Afrique et a créé à travers ses activités plus de 5 500 emplois directs et indirects sur le continent.

## Easy TV by Canal+

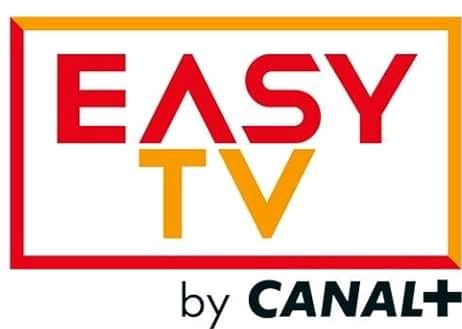

En 2016, Canal+ Overseas lance Easy TV, le nouveau bouquet TNT dans la République démocratique du Congo à Kinshasa et Lubumbashi et en République du Congo à Pointe-Noire, accessible à toute la famille et qui propose 84 chaînes dont 50 locales et 34 internationales.
Par ailleurs, le bouquet a connu un grand succès en RDC grâce à son accessibilité et son prix modeste. Grâce à ce succès, Easy TV sera également bientôt lancé en Côte d'Ivoire, en partenariat avec Orange CI.